# PICAリゾート
PICAリゾート（ピカリゾート）は、富士急行株式会社の子会社である株式会社ピカによって運営される、グランピングをはじめとするアウトドア宿泊施設や飲食施設をはじめとするサービスを指す。
主に富士吉田市や山中湖、西湖といった富士北麓地域を中心に、秩父や初島などにおけるグランピング事業を手掛ける。また、静岡県裾野市の遊園地ぐりんぱやさがみ湖リゾート プレジャーフォレスト内のワイルドクッキングガーデン、富士急ハイランドに隣接するふじやま温泉の運営なども手掛けている。

## 主な施設

### グランピング事業

#### 山梨エリア
PICAにおけるグランピング事業は富士吉田よりスタートしている。
- PICA富士吉田 - PICAにおけるグランピング事業で最初期に作られた事業所。
- PICA Fujiyama - 2018年8月にオープン。PICAブランドのフラッグシップであり、アメイジングドームと呼ばれるドーム型テントが特徴。以前は、富士桜山荘という名前の地方職員共済組合の保養所であり、メイン棟は黒川紀章による設計[2]。
- PICA山中湖 - 山中湖畔のグランピング施設。小さい農場やハンモックカフェ、森の駅山中湖などを併設している。旧・PICA山中湖ヴィレッジ[3]。
- PICA富士西湖 - PICAブランドにおける最初期のグランピング場。湖畔にあり、カヌー体験などが可能。
- PICA八ヶ岳明野 - 山梨県北杜市にあるグランピング施設。北杜市の指定管理事業。同社の運営により売上は二倍になった[4]。旧・キャンピカ明野ふれあいの里[3]。

#### 静岡エリア
- PICA初島 - 静岡県熱海市初島内にあるグランピング施設。旧・初島バケーションランド[5]→初島アイランドリゾート[3]。
- PICA富士ぐりんぱ - 株式会社ピカの運営する遊園地、ぐりんぱ内のグランピング施設。旧・キャンピカ富士ぐりんぱ[3]。
- PICA表富士 - 静岡県富士宮市にあるグランピング施設。標高は1200ｍ。旧・表富士グリーンキャンプ場[6]。
- THE GLAMPING箱根十国峠 - 静岡県田方郡函南町にある高規格グランピング施設。富士急行が2022年に伊豆箱根鉄道から買収した十国峠十国鋼索線の通る十国峠山頂エリアに2023年4月1日開業[7]。

#### 神奈川エリア
- PICAさがみ湖 - 旧・パディントン ベア・キャンプグラウンド[3]。

#### 埼玉エリア
- PICA秩父